# Monitor de palco

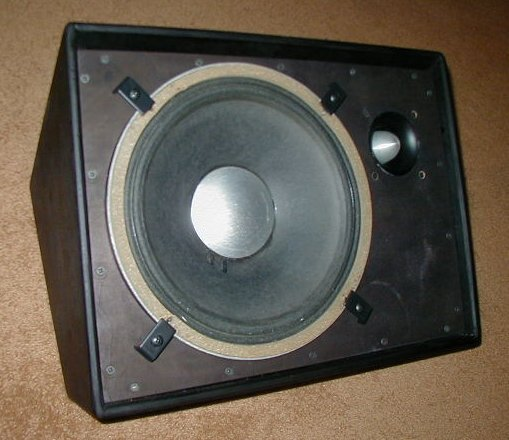
Um gabinete de caixa acústica de monitor de chão JBL com um woofer de 12" e um tweeter "bala".

Monitor de palco é o uso de alto-falantes pesados de trás para a frente conhecidos como gabinetes de caixas de som de monitor no palco durante as apresentações de música ao vivo. O som é amplificado com amplificadores de potência, ou um sistema de endereço público, e as caixas de som são destinadas aos artistas no palco, em vez de a plateia. Este sinal de som pode ser produzido na mesma mesa de mistura como a mistura principal para o público (chamada de mistura de "Front of House"), ou pode haver um engenheiro de som e uma mesa separados dentro ou fora do palco criando uma mistura separada para o sistema de monitor.
Sem um sistema monitor de palco, o som que os artistas no palco ouviriam de front of house seria as reflexões reverberadas se formando da parede traseira do local. O som naturalmente refletido é atrasado e distorcido, o que faria o vocalista cantar fora do tempo com a banda. Um sinal misturado separado é frequentemente encaminhado para os alto-falantes de monitor de palco, porque os artistas também podem precisar ouvir uma mistura sem efeitos eletrônicos, tais como eco e reverberação (isso é chamado de "mistura seca") para ficar no tempo e em sintonia uns com os outros. Em situações com mistura de monitor de palco pobre ou ausente, os vocalistas podem acabar cantando fora de sintonia ou fora de tempo com a banda.